# Муниципальный стадион (Авейру)
«Мунисипа́л де Аве́йру» (порт. Estádio Municipal de Aveiro) — футбольный стадион в городе Авейру, Португалия. Стадион принадлежит муниципалитету города Авейру и используется футбольным клубом «Бейра-Мар» для проведения своих домашних матчей. Арена расположена на окраине Авейру в «Спортс-Парке» — большом комплексе с универсальными спортзалами, бассейном, полем для гольфа, и шестью новыми гостиницами.
Стадион был построен в 2003 году к чемпионату Европы по футболу по проекту архитектора Томаса Тавейры. «Мунисипал де Авейру» вмещает 32 970 зрителей, из которых 540 — VIP-места и 581 место для журналистов.

## Дизайн
Стадион спроектирован по проекту португальского архитектора Томаса Тавейры, по проекту которого также спроектирован стадион «Жозе Алваладе» в Лиссабоне. Весь стадион насыщен яркими цветами, что поднимает настроение и оказывает положительное влияние на празднование голов и побед. Идея архитектора Томаса Тавейры ввести яркие цвета с внешней стороны стадиона дала ощущение движения и визуального эффекта. Таким образом, стадион напоминает детскую игрушку, где соединены множество разноцветных деталей. Сидения на стадионе имеют различные цвета: красные, зеленые, желтые, синие, белые и черные — и расположены в случайном порядке на трибунах. Различными цветами также окрашены и другие части стадиона: въездные ворота, опорные балки, колонны, стены внутри стадиона.

## Чемпионат Европы 2004
В 2004 году на стадионе прошли два матча группы «D» чемпионата Европы по футболу.
| Дата    | Матч               | Счёт | Голы                                                            | Зрителей |
| ------- | ------------------ | ---- | --------------------------------------------------------------- | -------- |
| 15 июня | Чехия — Латвия     | 2:1  | Барош 73', Хайнц 85' — Верпаковскис 45'                         | 21 744   |
| 19 июня | Нидерланды — Чехия | 2:3  | Баума 4', ван Нистелрой 19' — Коллер 23', Барош 71', Шмицер 88' | 29 935   |

## Важные матчи
| Дата            | Соревнование      | Матч                           | Счёт | Голы                                                                  | Зрителей |
| --------------- | ----------------- | ------------------------------ | ---- | --------------------------------------------------------------------- | -------- |
| 20 августа 2008 | Товарищеский матч | Португалия — Фарерские острова | 5:0  | Мартинш, 23', Симан, 48', Дуда, 86', Бруну Алвеш, 89', Нани, 90 (5:0) | 21 733   |

## Галерея
- Вид на стадион
- Вид на поле
- Центральная трибуна